# Lecidea circinarioides
Lecidea circinarioides är en lavart som beskrevs av Casares & Hafellner. Lecidea circinarioides ingår i släktet Lecidea och familjen Lecideaceae.   Inga underarter finns listade i Catalogue of Life.